# خربت المعنی
خربت المعنی (عربی: قصر المنیة که با نام عین منیات هشام (عربی) یا هوروات منیم (عبری) نیز شناخته می‌شود، قصری است که توسط امویان در شرق جلیل، اسرائیل ساخته شده‌است و در حدود ۲۰۰ متر (۶۶۰ فوت) غرب انتهای شمالی دریاچه طبریه قرار دارد که شامل یک قصر، مسجد و حمام است. خربت المعنی در ساحل شمال غربی دریای جلیل در دره غنی جینوسار واقع شده‌است. خربت المعنی در نیمه دوم قرن ۱ نهم هنگامی که دانشمندان و زائران برای جستجوی مکانهای مقدس کتاب مقدس شروع به عبور از فلسطین کردند، مورد توجه قرار گرفت. در ابتدا، دانشمندان خربت المعنی را به عنوان کپرناحوم تا زمان کشف کپرناحوم در شمال شمالی و حفاری قسمت اصلی سایت خربت المعنی، شناسایی کردند. در سال ۱۹۳۲ حفاری در خربت المعنی آغاز شد و توسط باستان شناسان آلمانی به مدت پنج سال ادامه یافت. در امتداد دیوارهای بیرونی، کاوش‌ها یک مسجد، یک اتاق تاج و تخت و گروهی از پنج اتاق با کف معرق با طرح‌های هندسی را نشان داد. خربت المعنی در دوره بنی امیه در یک منطقه کشاورزی غنی ساخته شد و احتمالاً کاخ یک صاحب زمین زمین شاهزاده بوده‌است.
در سال ۲۰۰۰ پیشنهاد شد که خربة المنیا به عنوان میراث جهانی تبدیل شود.